# أولاد الحاج محمد (بطيوة)
أولاد الحاج محمد هو دُوَّار يقع بجماعة مولاي عبد الله، إقليم الجديدة، جهة الدار البيضاء سطات في المملكة المغربية. ينتمي الدوّار لمشيخة بطيوة التي تضم 16 دوار. يقدر عدد سكانه بـ 95 نسمة حسب الإحصاء الرسمي للسكان والسكنى لسنة 2004.

## روابط خارجية
- البوابة الوطنية للجماعات الترابية
- المندوبية السامية للتخطيط